# Оцука, Такэру
Такэру Оцука (род. 2 апреля 2001, Ацуги, Канагава) — японский сноубордист, выступающий в слоупстайле и биг-эйре и ставший в этих видах чемпионом на юниорском чемпионате мира в Кардроне в 2018 году.

## Биография
Такэру с 2013 года участвует в соревнованиях Ticket to Ride World Snowboard Tour и с 2015 года в соревнованиях под эгидой FIS. В марте 2017 года он стал чемпионом Японии в биг-эйре и впервые принял участие в кубке мира в Шпиндлерув-Млине в слоупстайле, заняв 58-е место. Перед началом сезона 2018/19 он выиграл на юниорском чемпионате мира. На этапе кубка мира в Кардроне он впервые поднялся на подиум, заняв второе место в биг-эйре, на следующем этапе в Модене одержал свою первую победу.